# Brynica (dopływ Czarnej Przemszy)
Brynica, Bryńska – rzeka w województwie śląskim, prawy dopływ Czarnej Przemszy o długości 54,9 km i powierzchni dorzecza 483 km².
Rzeka płynie w województwie śląskim. Jej źródła znajdują się we wsi Mysłów, na Progu Woźnickim, na wysokości 350 m n.p.m.. Przepływa przez gminy Koziegłowy, Siewierz, Mierzęcice, Miasteczko Śląskie, Świerklaniec, Bobrowniki, Piekary Śląskie, Siemianowice Śląskie, Czeladź, Sosnowiec, Katowice i Mysłowice. Kończy swój bieg, uchodząc do Czarnej Przemszy pod Mysłowicami, przy granicy z Sosnowcem, gdzie niesie przeciętnie 3,7 m³/s wody. Dopływami Brynicy są struga Czeczówka, potok Jaworznik, Rów Michałkowicki, Potok Ożarowicki, potok Rawa, rów Rów, struga Szarlejka, Rów Śmiłowskiego, Rów Świerklaniecki, potok Trzonia, potok Wielonka i Rów Wschodni.

## Znaczenie historyczne

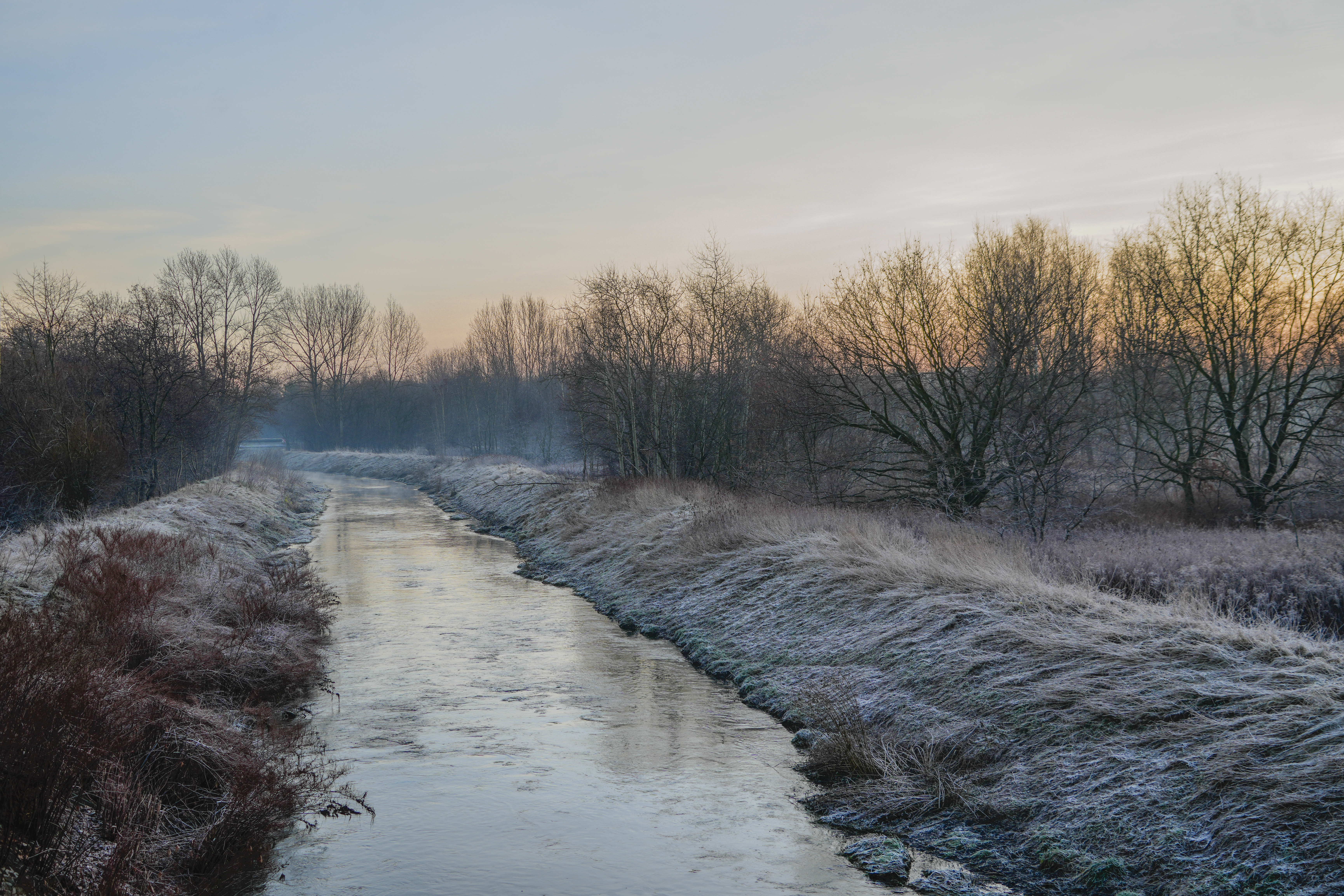
Brynica na granicy Katowic i Sosnowca

Rzeka Brynica stanowi w swym biegu historyczną granicę między Śląskiem a Małopolską. W 1443 r. rozgraniczyła obszar kupionego  przez biskupa krakowskiego Zbigniewa Oleśnickiego księstwa siewierskiego od pozostającego pod zwierzchnictwem Królestwa Czeskiego księstwa cieszyńskiego. W wyniku wojen śląskich (1740–1763) przebieg koryta Brynicy wyznaczał granicę państwową Królestwa Prus z księstwem siewierskim, które w 1790 r. włączono do   Rzeczpospolitej, a następnie w latach 1807–1815 z Księstwem Warszawskim i po kongresie wiedeńskim w 1815 r. z Cesarstwem Rosyjskim. W latach 1918–1922 była granicą polsko-niemiecką. Po zakończeniu Powstań Śląskich, dnia 20 czerwca 1922 r., zgodnie z postanowieniami konwencji o podziale Górnego Śląska z 15 maja 1922 r., wojska polskie pod dowództwem gen. broni Stanisława Szeptyckiego przekroczyły most na Brynicy między Szopienicami a Sosnowcem, przejmując wschodnią część Górnego Śląska pod polską administrację. Jeden z powstańców śląskich - Janusz Howaniec, symbolicznie rozerwał kajdany niewoli. Wydarzenie to upamiętnione jest znajdującą się w tym miejscu tablicą.

## Znaczenie gospodarcze

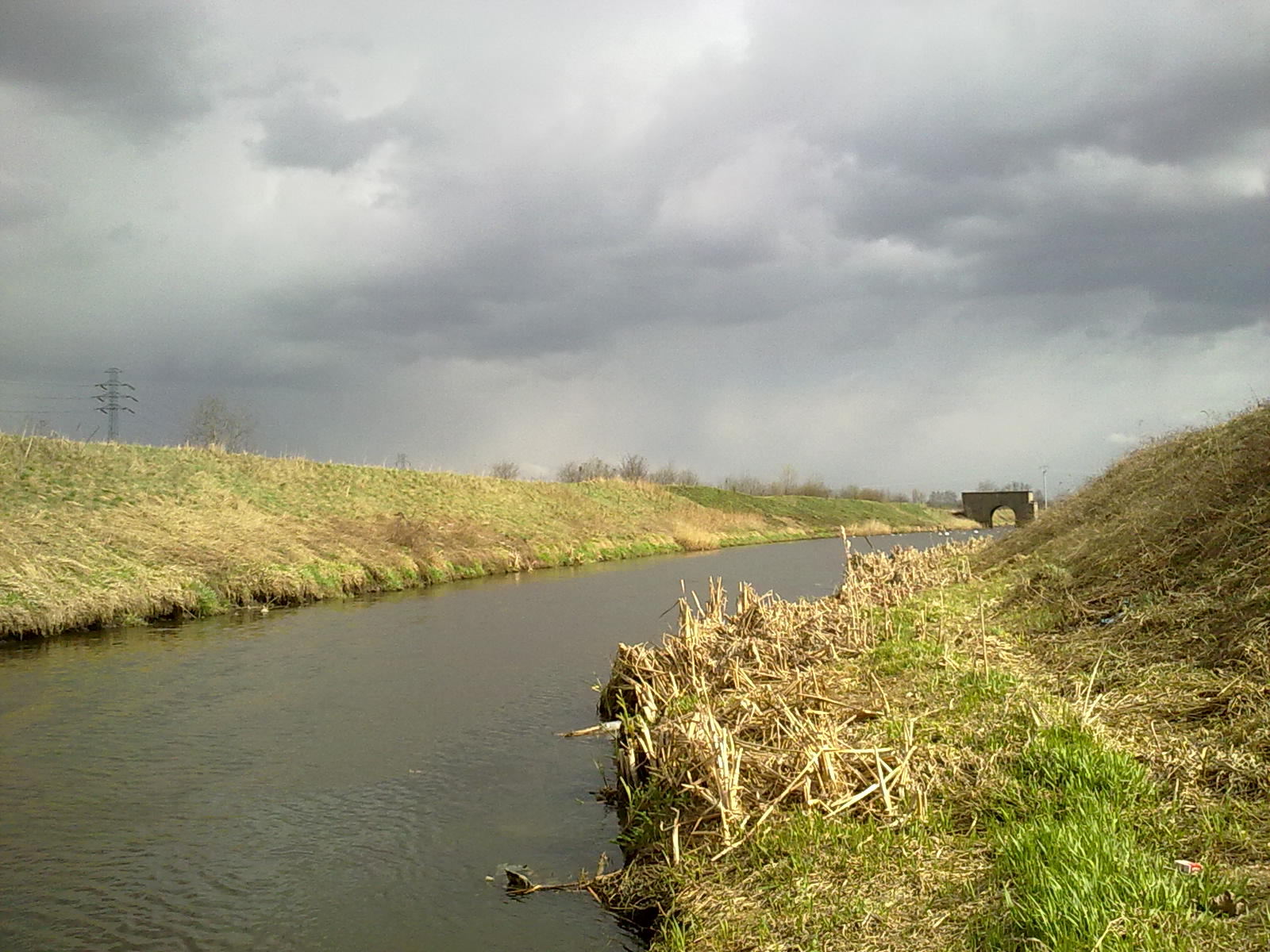
Brynica w okolicy Piekar Śląskich

Z najstarszych opisów rzeki dowiadujemy się, że była spławna aż do granic Czeladzi. W samej Czeladzi na tzw. Łęgu istniała drewniana wieża-latarnia, która miała wskazywać drogę żeglarzom. Powyżej tego miejsca, aż do Ożarowic, ciągnęły się żeremia bobrowe, które od XIV stulecia zaczęły zanikać. W czasach późniejszych obfitowała w wielką ilość węgorzy i szczupaków. Prowadzona od XVI wieku eksploatacja rud cynku i ołowiu oraz ponad stuletnia intensywna eksploatacja węgla kamiennego spowodowały przekształcenie rolniczego niegdyś obszaru doliny Brynicy, w obszar miejsko-przemysłowy. Mocno zanieczyszczone już na początku XX wieku rzeki, prowadzące duże ilości frakcji ilastych z płuczek rud oraz z osadników kopalń węgla kamiennego, utrudniały wskutek zamulania funkcjonowanie młynów wodnych. Niektóre z nich likwidowano, inne przechodziły na zasilanie energią elektryczną. Ze względu na duże zagrożenie dla górnictwa rud i węgla kamiennego, prowadzącego eksploatację na niewielkich głębokościach, Brynica od lat czterdziestych XIX wieku podlegała betonowaniu i regulacji jej koryta. Prace te kontynuowano do lat sześćdziesiątych XX wieku. W ich trakcie zlikwidowano pozostałości spiętrzeń dawnych tartaków i młynów oraz meandrujące, bagniste rozlewiska podtapiające okolice rzeki. W związku z postępującym zanieczyszczeniem rzeki uległo likwidacji również wiele ujęć wód powierzchniowych. W latach 1935–1939 w górnym biegu Brynicy, w Kozłowej Górze, zbudowano zbiornik wodny dla celów militarnych, który zaadaptowano w latach 1948–1950 na potrzeby pozyskiwania wody pitnej. 